# Sechs Daseinsbereiche
Im Buddhismus wird die Welt in Sechs Daseinsbereichen (Sanskrit, Pali: Sechs Gatis, manchmal auch Lokas) dargestellt. Wiedergeburt führt je nach selbst gewirktem Karma in einen dieser Bereiche. Als kostbarste Geburt gilt die Geburt im Bereich der Menschen, da dort Befreiung aus dem leidvollen Daseinskreislauf (Samsara) am ehesten möglich ist. Bildliche Darstellungen der Daseinsbereiche gibt es in allen buddhistischen Traditionen. Am häufigsten begegnet man ihnen im Lebensrad des tibetischen Buddhismus.
- Der Bereich der Götter (Devas): Die Daseinsform als ein Gott ist nicht Erlösung; auch die Devas sind von Leiden und Tod nicht frei und unterliegen noch den Zwängen des Samsara. Weil das Dasein als Gott aber relativ glücklich ist, ist es umso schwieriger, die Notwendigkeit der Erlösung einzusehen; sie sind durch ihren temporären Glückszustand borniert und daher nicht empfänglich für die Belehrung des Buddha. Ihre charakteristische Emotion ist Stolz.

- Der Bereich der eifersüchtigen Götter: Sie werden auch Asuras oder Titanen genannt. Die eifersüchtigen Götter hadern beständig mit den Göttern und versuchen ihren Platz einzunehmen, was ihnen aber nicht gelingt. Es herrscht ein ständiger Kampf. Sie haben keine Zeit, die buddhistischen Lehren zu praktizieren. Ihre charakteristische Emotion ist Eifersucht.

- Der Bereich der Menschen: Obwohl großen Leiden unterworfen (Geburt, Altern, Krankheit, Tod, Trauer, Trennung) ist die Menschenwelt der günstigste Bereich, da es den Menschen am ehesten möglich ist, die Lehre des Buddha zu hören und gemäß der Lehre zu leben. Die Chance, aus dieser Existenzform die Erlösung vom Leiden und der Wiedergeburt zu erreichen, ist höher als in jedem anderen Bereich. Das Dasein als Mensch ist deshalb allen anderen Existenzformen vorzuziehen.

- Der Bereich der Tiere: Tiere sind nicht fähig, ihre eigene Lage zu reflektieren und sich aus ihrer jeweiligen Situation mit eigenen Kräften nachhaltig zu befreien. Sie können nur ihren Trieben und Instinkten folgen und sind anderen Wesen oft hilflos ausgeliefert. Auch hier überbringt der Buddha seine Botschaft. Unter sehr günstigen Umständen kann ein Tier die Befreiung erlangen. Die charakteristische Emotion der Tiere ist Unwissenheit.

- Der Bereich der hungrigen Geister: Sie sind auch als Pretas bekannt. Hier befinden sich jene, die in ihrer Vorexistenz habgierig, geizig oder gefräßig waren, kurz: die, die nie genug bekommen konnten. Ihre charakteristische Emotion ist die Gier. Hungergeister werden unaufhörlich von Durst und Hunger gequält. In der bildlichen Darstellung sind ihre Bäuche übergroß, dick und aufgebläht. Die engen Münder und dünnen Hälse machen es ihnen unmöglich, den riesigen Bauch zu füllen, sie können niemals satt werden. Dazu verwandelt sich in manchen Darstellungen jegliches Wasser, dem sie sich nähern, in flüssiges Feuer und Nahrung in Exkremente usw. Auch das Schlafen wird den Hungergeistern schwer gemacht. Dämonische Wesen oder das Heißwerden des Bodens halten sie davon ab, sich hinzulegen und zu schlafen. Buddha ermutigt sie, näher zu kommen und ihm ihre Bitten vorzubringen, und zeigt mit der Wunschgewährungsgeste seine Bereitschaft, zu helfen. Er hält Nektar bereit, von dem die Pretas zumindest einige Tropfen aufnehmen können.

- Der Bereich der Hölle: Das Reich ist zweigeteilt in die heißen und die kalten Höllen, diese zwei Höllenformen wiederum sind in zahlreiche Unterhöllen unterteilt. Entsetzliche Qualen erwarten den, der sich in diesen Höllen befindet. Sie enden, wenn sich das unheilsame Karma, das hierher führte, erschöpft hat. Die charakteristische Emotion der Höllenbereiche ist Hass.